# Amphisbaena minuta
Amphisbaena minuta är en ödleart som beskrevs av  Hulse och MCCOY 1979. Amphisbaena minuta ingår i släktet Amphisbaena och familjen Amphisbaenidae. Inga underarter finns listade i Catalogue of Life.